# Skärhamn
Skärhamn è una città della Svezia, capoluogo del comune di Tjörn, nella contea di Västra Götaland. Ha una popolazione di 3.180 abitanti.